# Zonas Úmidas
.
Zonas Úmidas (Feuchtgebiete, no original em alemão) é um romance erótico escrito por Charlotte Roche, com mais de um milhão de exemplares vendidos

## Críticas
"Este é um livro que exige certamente um estômago forte." – Times Online
"Sua história é também um manifesto contra uma cultura que vende desodorizadores de ambiente e desodorantes vaginais." – The Observer